# James M. Collins

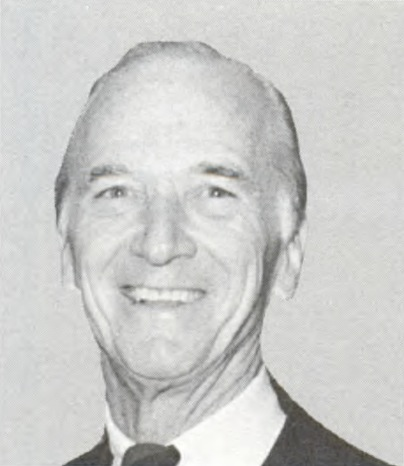
James M. Collins (1979)

James Mitchell Collins (* 29. April 1916 in Hallsville, Texas; † 21. Juli 1989 in Dallas, Texas) war ein US-amerikanischer Politiker. Zwischen 1968 und 1983 vertrat er den Bundesstaat Texas im US-Repräsentantenhaus.

## Werdegang
James Collins besuchte die Woodrow Wilson High School in Dallas und studierte danach bis 1937 an der dortigen Southern Methodist University. Danach setzte er seine Ausbildung bis 1938 an der Northwestern University in Evanston (Illinois) fort. Im Jahr 1940 absolvierte er das American College. Collins beendete seine Studienzeit im Jahr 1943 an der Harvard Business School. Zwischen 1943 und 1945 war er während des Zweiten Weltkrieges als Soldat der US Army in Europa unter dem Kommando von General George S. Patton eingesetzt.
Nach dem Krieg war James Collins zunächst privater Geschäftsmann. Gleichzeitig schlug er als Mitglied der Republikanischen Partei eine politische Laufbahn ein. Er war Mitglied und 1955 Vorsitzender der White House Conference of the Youth, einer präsidentialen Beraterkommission für Jugendfragen. Im Jahr 1968 war Collins Delegierter zur Republican National Convention in Miami Beach, auf der Richard Nixon als Präsidentschaftskandidat nominiert wurde.
Nach dem Tod des Abgeordneten Joe R. Pool wurde Collins bei der fälligen Nachwahl für den dritten Sitz von Texas als dessen Nachfolger in das US-Repräsentantenhaus in Washington, D.C. gewählt, wo er am 24. August 1968 sein neues Mandat antrat. Nach sieben Wiederwahlen konnte er bis zum 3. Januar 1983 im Kongress verbleiben. In diese Zeit fielen unter anderem das Ende des Vietnamkrieges und die Watergate-Affäre. Im Jahr 1982 verzichtete er auf eine mögliche Wiederwahl. Stattdessen kandidierte er erfolglos für den US-Senat. James Collins starb am 21. Juli 1989 in Dallas.